# Liste des seigneurs de Thoury-sur-Besbre
Le territoire de la seigneurie de Thoury-sur-Besbre (Thoury, Thory ou en latin Thoriacum-super-Besbrem) se trouve actuellement sur la commune de Saint-Pourçain-sur-Besbre, dans l'Allier. En son centre siégeait le château de Thoury.
Cette seigneurie existait déjà au XIe siècle et elle tint son nom d'une part à cause de la rivière qui la traverse, la Besbre, et d'autre part de ces tout premiers propriétaires, les comtes de Thoury. 
Le premier membre de cette famille du Bourbonnais qui fut propriétaire de Thoury-sur-Besbre fut :
- Rodolphe de Thoury, chevalier, seigneur de Thoury-sur-Besbre, fut l'un des premiers seigneurs du Bourbonnais à se croiser[réf. nécessaire], nommé en 1164 dans une bulle du pape Alexandre III pour une donation à l'abbaye de Sept-Fons.

- Guy I de Thoury, (v.1200-1260) chevalier, seigneur de Thoury-sur-Allier, de Thoury-sur-Besbre et de Montgarnaud.

- Guy II de Thoury, (v.1240-ap.1313) chevalier, fils du précédent, seigneur de Thoury-sur-Besbre, de Thoury-sur-Allier (en partie), de Vary, etc.

- Guy III de Thoury, (v.1270-ap.1357) chevalier, fils du précédent, seigneur de Thoury-sur-Besbre.

- Jean I dit "Arpin" de Thoury, (v.1320-ap.1377) chevalier, fils du précédent, seigneur d'Origny, d'Arissolles et de Thoury-sur-Besbre.

- Goussaut de Thoury, (v.1340-1380) fils du précédent, Maître des Eaux et Forêts du Bourbonnais, membre fondateur de la Nouvelle Chambre des Comptes du Bourbonnais, chevalier, seigneur de Thoury-sur-Allier, Thoury-sur-Besbre, Vernuces, Ronnet, Praingy, Lochy, Broces, Prunay, la Renardière, Montagor, Origny, etc.

- Jean II de Thoury, (av.1372-ap.1412) chevalier, fils du précédent, seigneur de Thoury-sur-Besbre, Montgarnaud, Moussy, Lentilly, Treigny, Urisy, Origny, Dornes, etc.

- Guy IV de Thoury, fils du précédent, seigneur de Thoury-sur-Besbre.

- Guicharde de Thoury, (+ ap.1488) fille du précédent, dame de Thoury-sur-Besbre qui épouse Jean de l'Espinasse qui suit.

- Jean de l'Espinasse, (+ av.1488) seigneur de Thoury-sur-Besbre. Ce dernier vendit en 1501 Thoury à Charles Soreau, neveu d'Agnès Sorel, qui suit, il y a alors coseigneurie jusqu'en 1503 entre Guicharde de l'Espinasse (née de Thoury), son fils Gilbert (qui rend hommage pour Thoury au nom de sa mère en 1488).

- Charles Soreau, seigneur de Saint-Gérand-de-Vaux et co-seigneur puis seigneur de Thoury-sur-Besbre.

- Marguerite Soreau, fille du précédent, dame de Thoury-sur-Besbre, épouse Bertrand de Rollat en 1542.

- Bertrand de Rollat, seigneur de Thoury-sur-Besbre.

- Martin de Rollat, fils du précédent, seigneur de Thoury-sur-Besbre, de Brugheas, de Marsat et de la Pouge.

- Louis de Rollat, fils du précédent, écuyer, seigneur de Thoury-sur-Besbre, de Puyguillon, de Brugheas et de Marsat.

- Gilbert de Rollat, fils du précédent qui vendit Thoury-sur-Besbre en 1636 à Pierre Roussaut.

- Pierre Roussaut, seigneur de la Chasseigne et de Thoury-sur-Besbre.

- Marie Madeleine Roussaut, dame de Thoury-sur-Besbre, fille du précédent, épouse en 1653 Philippe de Brinon.

- Philippe de Brinon, seigneur de Thoury-sur-Besbre.

- Antoine de Brinon, fils du précédent, seigneur de Thoury-sur-Besbre.

- Marie-Madeleine de Brinon, fille du précédent, dame de Thoury-sur-Besbre qui épouse en 1715 Jean-François Valette de Rochevert.

- Jean-François Valette de Rochevert, seigneur de Thoury-sur-Besbre. Il vendit le fief en 1751 à Jean Conny.

- Jean-Louis de Conny de Lafay, écuyer, seigneur de Thoury-sur-Besbre, anobli en 1767.

- Jean-François Conny de Lafay (1751-1817), chevalier, seigneur de Thoury-sur-Besbre, père de Félix de Conny.

La seigneurie de Thoury-sur-Besbre disparut à la Révolution française. En revanche, le château de Thoury, lui, a traversé les siècles et appartient encore de nos jours à la famille de Conny.

## Sources
- René Germain (dir.), Dominique Laurent, Maurice Piboule, Annie Regond et Michel Thévenet, Châteaux, fiefs, mottes, maisons fortes et manoirs en Bourbonnais, Éd. de Borée, 2004, 684 p. (ISBN 2-84494-199-0).
- Archives du Bourbonnais.